# Audrey Motaung
Audrey Motaung (* 21. Mai 1952, Pretoria, Südafrika; † 4. November 2019 in Hamburg) war eine südafrikanisch-deutsche Musikerin. Ihr Gesangsspektrum reichte von Klassik über Blues, Soul, Jazz, Gospel bis Rock. Darüber hinaus war sie Komponistin und Perkussionistin.

## Leben
Schon sehr früh begann Audrey Motaung in Theater-, Tanz- und Gesangsgruppen in ihrer südafrikanischen Heimat aufzutreten. Als Gegnerin der Apartheid engagierte sie sich im ANC. Sie wurde Mitglied der damals bekannten Rockband HAWK, mit der sie auch zu Festivalauftritten nach England reiste. Nach ihrer Rückkehr wurde die Familie politischen Repressalien ausgesetzt, weshalb Audrey Motaung ihre Ausbildung als Englischlehrerin abbrach und nach Europa ins Exil ging.
Ihre erste Station war England. 1974 trat sie dort als Chorsängerin von Emerson, Lake & Palmer beim Reading Festival auf. Im Jahr darauf wurde sie Jazzsängerin im Club 100 in London und tourte durch die Jazzclubs Englands. 1976 führten ihre Tourneen auch in die Bundesrepublik Deutschland.
1977 siedelte sie nach Hamburg um. Sie trat in Clubs auf und wurde beim Internationalen Dixieland-Festival Dresden 1979 gefeiert. Sie war Backgroundsängerin für Musiker wie Michael Bolton, Brian Jerry, Achim Reichel, Georg Danzer und Terence Trent D’Arby. Um ihre Familie versorgen zu können, arbeitete sie nebenher in einem Kaufhaus.
1986 gründete sie ihre eigene Band Audrey Motaung & Grace, die afrikanische Rhythmen mit moderner westlicher Jazz- und Rockmusik verband. So gelang es ihr, auch ihre eigenen Kompositionen einem größeren Publikum vorzustellen. Sie sang 1987 das Intro in Howard Carpendales Song Laura Jane. Im In- und Ausland folgten viele Festivalauftritte, etwa beim Jazz Festival Montreux und 1989 in Sacramento in den USA. Bis 1990 hatte Motaung Auftrittsverbot in Südafrika. In Hamburg gründete sie mit African Heritage ein Diskussionsforum, aus dem später auch Gesangs- und Tanzdarbietungen hervorgingen.
Ihre ersten Solo-Alben wurden veröffentlicht, und sie sang bei Blue System Love Is Such a Lonely Sword, ein Duett mit Dieter Bohlen. 1991 wurde in der Sampler-Reihe African Worldbeat ihr Song Mandela vorgestellt. Ein Höhepunkt wurde 1994 die Aufführung des von ihr geschriebenen Musicals Displaced Blacks.
Ab 1995 nahm Audrey Motaung Rollen als Filmschauspielerin an. 1996 reiste sie nach Südafrika und sang auf Nelson Mandelas Geburtstagsparty unter anderem den eigens für ihn komponierten Song.
Nach der Veröffentlichung ihres Best Of-Albums arbeitete sie mit dem amerikanischen Jazzpianisten Johnny Manhattan Taylor zusammen. Ein Angebot, an der Oper in Madrid zu singen, lehnte sie mit Rücksicht auf ihre Familie in Hamburg ab. Sie wirkte bei The Element Project für TRIP – Remix your Experience mit und nahm 2003 das Gospelalbum I Believe auf. Kurz nach Abschluss der Aufnahmen erlitt Audrey Motaung bei einem Auftritt in Berlin einen Schlaganfall.

## Filmografie
- 1995: Eine fast perfekte Liebe (Fernsehfilm)
- 2001: Anam
- 2003: Ein großes Mädchen wie du (Une grande fille comme toi)
- 2003: Tatort: Dschungelbrüder (Fernsehreihe)

## Diskografie
- 1989/1992: African Sun (Mountain/Newmusic)
- 1990: Duett Love Is Such a Lonely Sword (Hansa)
- 1991: Mandela auf African Worldbeat (Eurostar)
- 1994: Colours Can't Clash (Mountain Records)
- 1995: Light (Mountain/New Music)
- 2000: The Best of Audrey Motaung (Mountain Records)
- 2002: Call me Sister auf Soundtrack von Anam (ES-DUR)
- 2004: I Believe (ferryhouse/Mountain/New Music)
- 2006: TRIP The Music Soundtrack (ferryhouse/Warner)